# Chiara Samugheo
Chiara Samugheo, pseudonimo di Chiara Paparella (Bari, 25 marzo 1925 – Bari, 13 gennaio 2022), è stata una fotografa italiana.

## Biografia
Nacque a Bari nel 1925, anche se per tutta la vita dichiarò come anno di nascita ufficiale il 1935.
Ancora molto giovane sognava di comporre musica. Contrariamente ai desideri dei genitori, che l'avrebbero voluta maestra di scuola, la Samugheo partì per Milano nel 1953.
Qui iniziò a frequentare l'ambiente intellettuale di Enzo Biagi, Alberto Moravia, Pier Paolo Pasolini e Giorgio Strehler, che le propose di frequentare corsi di recitazione e mimo.
In questo periodo conobbe Pasquale Prunas, fondatore della rivista culturale Sud e suo compagno di vita, che le suggerì di trasformare il suo cognome assumendo quello del paese sardo di Samugheo, e la coinvolse nella redazione di una nuova rivista, Le Ore, che si occupava di fotogiornalismo internazionale, sullo stile di Paris Match.
Dapprima tentò la professione di giornalista di cronaca nera, ma, dopo l'incontro con Federico Patellani, uno dei fotografi più importanti di quegli anni, decise di iniziare a lavorare per lui.
I suoi primi lavori sono di reportage su fenomeni magico-religiosi dell'Italia del Sud, come i tarantati, e di denuncia sociale: ritrasse le baraccopoli napoletane e le zingare in carcere.
In seguito realizzò servizi fotografici per i maggiori periodici internazionali e le più importanti riviste, di cui curò le copertine; pubblicò diversi libri e fotografò, a partire dalla fine degli anni '50, le maggiori star internazionali (tra cui Liz Taylor, Shirley MacLaine, Monica Vitti, Sophia Loren, Claudia Cardinale, Raffaella Carrà e Gina Lollobrigida).
Il periodo della "dolce vita" decretò il successo di un nuovo tipo di fotogiornalismo e di riviste, dove lo star-system rappresentava il motore del progresso. Copertine e servizi dovevano documentare la figura della "diva", della donna cinematografica, come oggetto del desiderio: le foto di Chiara Samugheo presero le mosse da questo contesto, ma intendendo restituire al corpo-oggetto delle dive una femminilità e una personalità reali, qualcosa di intimo, in contrapposizione  all'ambiente effimero costruito intorno ai loro corpi. In tal modo ella contribuì ad alimentare la mitologia del cinema italiano.
La fama della Samugheo crebbe: lavorò a Hollywood, in Spagna, in Russia, in Giappone; fu ospite dello Scià di Persia e del produttore hollywoodiano Joe Pasternak.
Dopo aver vissuto a Roma per diversi anni, nel 1987 si trasferì a Nizza, dove aprì il suo atelier in Rue Droite, la strada degli artisti. Divenne cittadina onoraria della Francia e il 2 giugno 2003 venne insignita del titolo di Cavaliere della Repubblica Italiana.
Chiara Samugheo è deceduta a Bari nel gennaio 2022. In tutta la sua vita professionale realizzò  165.000 scatti. L'imponente archivio delle foto di Chiara Samugheo è conservato presso il Centro studi e archivio della comunicazione (CSAC) dell'Università di Parma.. Una piccola parte del suo fondo, e precisamente 487 foto, si trova invece presso la Fondazione 3M a Pioltello

## Mostre
- Galleria d'Arte Moderna di Bologna
- Galleria Comunale di Cagliari
- Biennale di Venezia
- Festival d'Avignone
- Pinacoteca di Bari
- Festival di Cannes
- Guggenheim di New York
- CIFE di New York
- Museo d'Arte Moderna di San Paolo del Brasile
- Festival TV di Monte-Carlo
- Cinecittà
- Cankarijef di Lubiana
- Palais de l'Europe di Mentone
- AXRT Contemporary Gallery di Avellino

## Premi e riconoscimenti
- Oscar dei due mondi
- Premio Minerva
- Premio internazionale Venere d'argento
- Premio della Ferrania
- Premio fotocine club di Mantova
- Premio stampa di Sanremo
- Premio Internazionale della cultura di Piazza Navona
- Premio concorso giornalistico internazionale
- Premio Internazionale della danza a Bento
- Medaglia d'Oro di Cinecittà

## Libri fotografici
- Costumi di Sardegna, 1982
- Sardegna nel Sinis
- Stelle di carta, 1984
- O dolce mio, 1985
- Lucca e la Lucchesia
- Vanità sarda
- Vicenza e Palladio
- Sardegna, quasi un continente
- I Nebrodi
- Bacco in Sardegna
- Natura magica della Sardegna
- Le corti del verde
- Al cinema con le stelle
- Il reale e l'effimero
- Cento dive
- Cento anni di cinema
- Carnaval de Rio